# Moviment nabí
|  | Per a altres significats, vegeu «Nabí». |

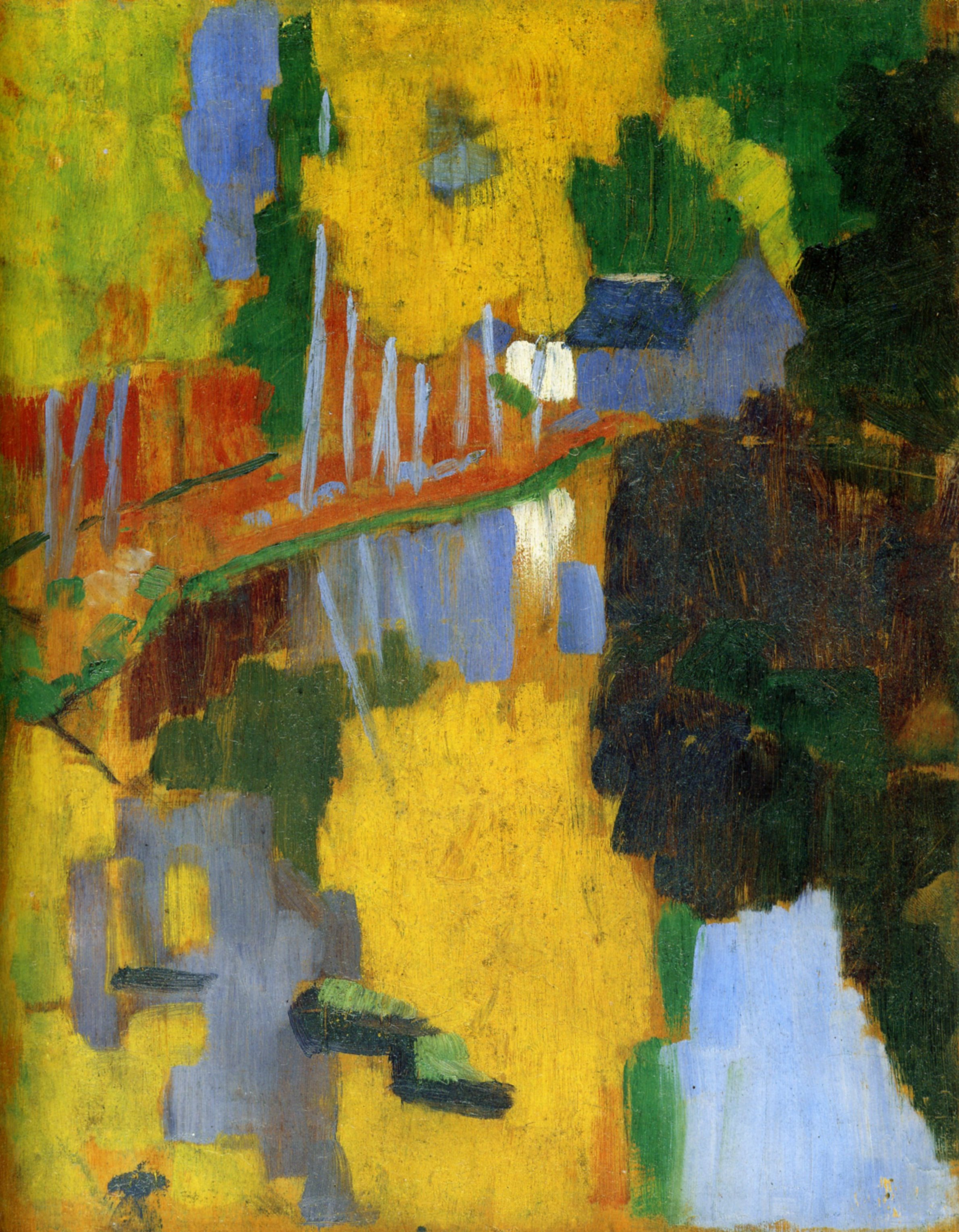
L'Aven al Bois d'Amour, o El talismà (1888), Paul Sérusier

El moviment nabí o Els Nabís fou un cercle d'artistes postimpressionistes de París de la dècada del 1890.
Va sorgir de l'Acadèmia Julian a partir de l'obra El talismà (1888) de Paul Sérusier feta sota la direcció de Paul Gauguin. El 1899 va tenir lloc l'última exposició col·lectiva. L'obra Homenatge a Cézanne (1900) de Maurice Denis suposa un manifest final amb retrats del mateix Denis i part del grup. En van ser membres destacats, a més de Sérusier i Denis, Pierre Bonnard, Aristides Maillol, Paul-Elie Ranson, József Rippl-Rónai i Édouard Vuillard.
A partir de la influència de Cézanne, Gauguin i l'Escola de Pont-Aven, va destacar pel caràcter decoratiu preparant el camí del fauvisme i cubisme.

## Història
L'estiu del 1888, Paul Sérusier es va presentar a Pont-Aven, on hi havia Gauguin i altres membres de l'Escola de Pont-Aven. L'octubre, quan Gauguin estava a punt per marxar a Arle amb Vincent van Gogh, Sérusier li va demanar una lliçó de pintura. Van anar al bosc proper al poble i sota la seva direcció va pintar L'Aven al Bois d'Amour sobre una caixa de cigars. Van posar èmfasi en els colors purs i plans. Gauguin li va dir: «Com veus aquests arbres? Són grocs. Doncs bé, posa-hi groc; aquesta ombra, més aviat blava, pinta-la amb ultramarí pur; aquestes fulles vermelles? Posa-hi vermelló».
De tornada a París el quadre va causar sensació entre els companys de l'Acadèmia Julien. Segons Denis, es van trobar alliberats de les restriccions academicistes, i l'obra la van anomenar El talismà. El poeta Henri Cazalis (1840-1909) va anomenar «nabís» al grup de col·legues a partir del terme hebreu nebiim, o en hebreu bíblic nābhī', que vol dir «profeta» o «il·luminat».
L'Exposició del Cafè Volpini, inaugurada a París el juny de 1889, va suposar l'impuls definitiu adoptant les tècniques del sintetisme i cloisonisme de l'Escola de Pont-Aven.

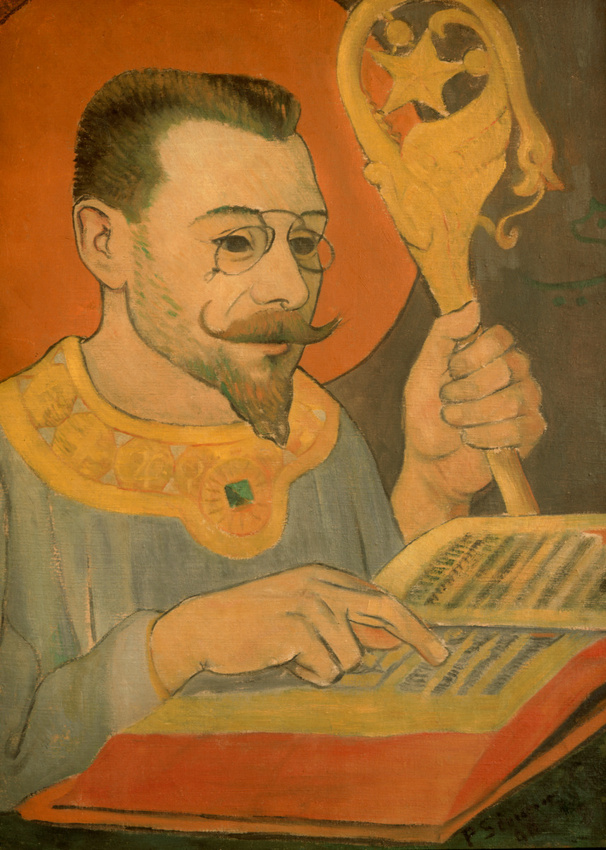
Retrat de Paul Ranson vestit de nabí (1890), Paul Sérusier

Entre 1888 i 1896 el grup, que va anar variant fins a una dotzena de membres, es reunia cada mes, primer al cafè l'Os à Moëlle prop de l'Acadèmia Julian, i després a l'estudi de Ranson a Montparnasse, lloc que anomenaven «el temple». Seguien alguns rituals entre místics, divertits i erudits. Cada membre tenia un malnom nabí, es reunien vestits amb túniques o vestits orientals i signaven la correspondència amb les sigles E.T.P.M.V.M.P., del francès En ta paume mon verbe et ma pensée (Al teu palmell el meu verb i el meu pensament).
L'agost de 1890, Denis va publicar l'article «Definició del neotradicionalisme» a Art et critique, amb un axioma considerat com el manifest nabí: «Cal recordar que un quadre, abans que sigui un cavall de batalla, una dona nua o qualsevol anècdota, és essencialment una superfície plana recoberta de colors arranjats en un cert ordre». El terme «neotradicionalisme» s'oposava al neoimpressionisme per mostrar la intenció de mantenir ponts amb el passat en comptes de trencar-hi. Però aviat el va abandonar en favor del simbolisme.
L'agost de 1891 van fer la primera exposició col·lectiva al castell de Saint-Germain-en-Laye, repetida el 1892. Després van participar en les exposicions de pintors impressionistes i simbolistes fins al 1897. Van exposar a la galeria d'Ambroise Vollard, i l'última va tenir lloc a la galeria de Durand-Ruel el 1899.
El 1900, Maurice Denis va pintar Homenatge a Cézanne, suposant també un homenatge als nabís, Gauguin i Odilon Redon. Representa un grup de crítics i pintors a la galeria d'Ambroise Vollard al voltant de l'obra Compotier, verre et pommes (1880) de Cézanne. En primer pa hi ha Redon i Sérusier, i al fons Édouard Vuillard, André Mellerio, Ambroise Vollard, Paul Ranson, Ker-Xavier Roussel i Pierre Bonnard.
Posteriorment, Vuillard i Bonnard van seguir el seu propi estil, que van anomenar «intimisme». Maillol, després de la seva etapa inicial com a pintor, va destacar en el camp de l'escultura.

## Estil

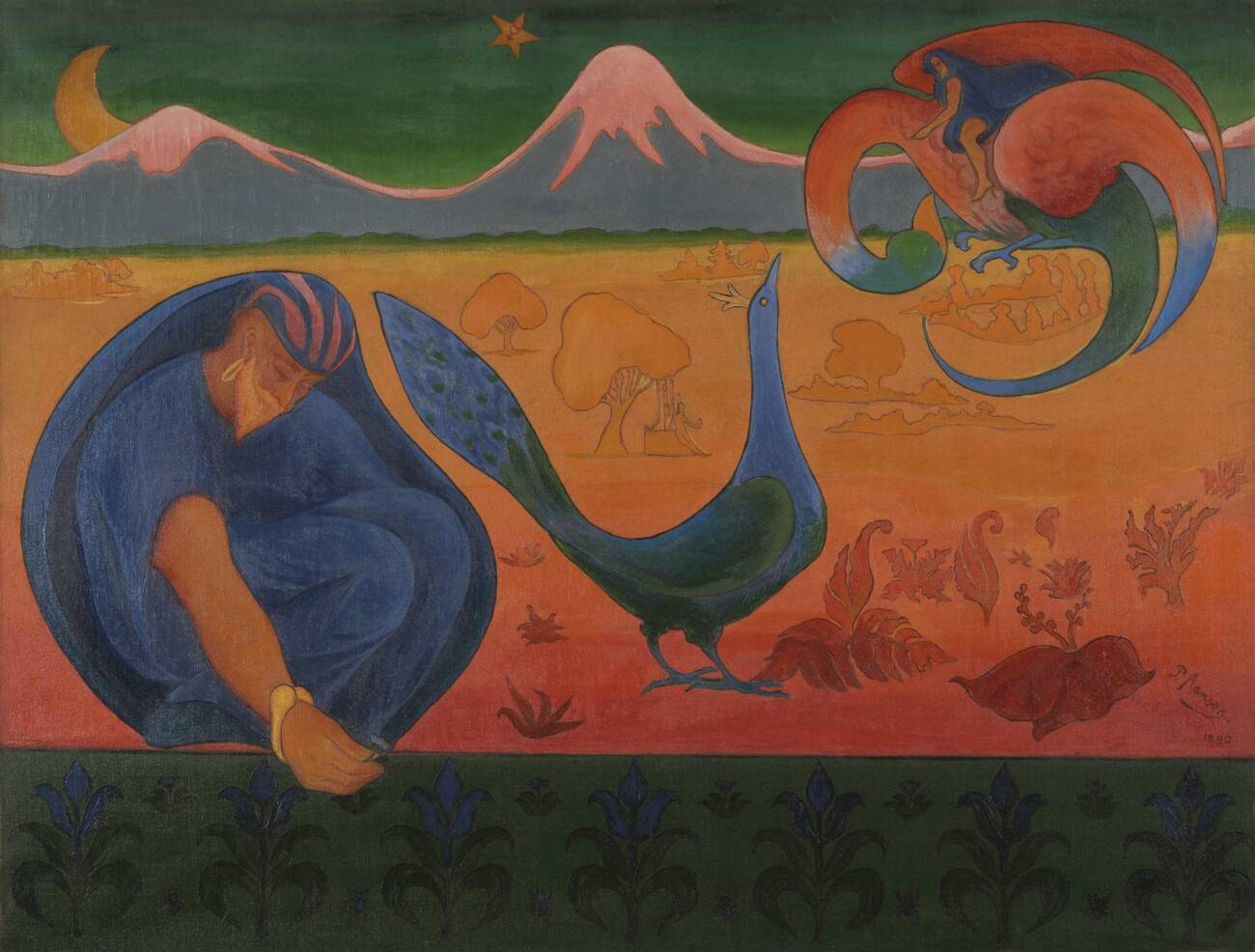
Paisatge nabí (1890), Paul Ranson

El grup segueix els preceptes del simbolisme aplicat a les arts, publicats pel crític d'art Albert Aurier al Mercure de France el 1891: l'obra d'art ha de ser idealista, sintètica, subjectiva i decorativa. L'article comentava l'obra de Gauguin, però el 1892 a La Revue encyclopédique va aclamar els nabís com a hereus de Gauguin. Sota la seva influència van adoptar el sintetisme i el cloisonisme de l'Escola de Pont-Aven. Destacant el caràcter decoratiu, paral·lel al de l'Art Nouveau, van fer decorats d'escenaris, cartells i il·lustracions, especialment per a La Revue blanche. Predomina la llum amb colors plans i purs. La línia de l'horitzó sol ser alta, sense perspectiva. Influenciats per la literatura simbolista, cerquen vies espirituals, tant en el cristianisme com l'orientalisme, en particular el japonisme i les estampes ukiyo-e.
Gauguin hi veu una sinestèsia entre pintura i música: «Bonnard, Vuillard, Serusier, per citar alguns joves, són músics, i podeu estar convençuts que la pintura acolorida entra en una fase musical».

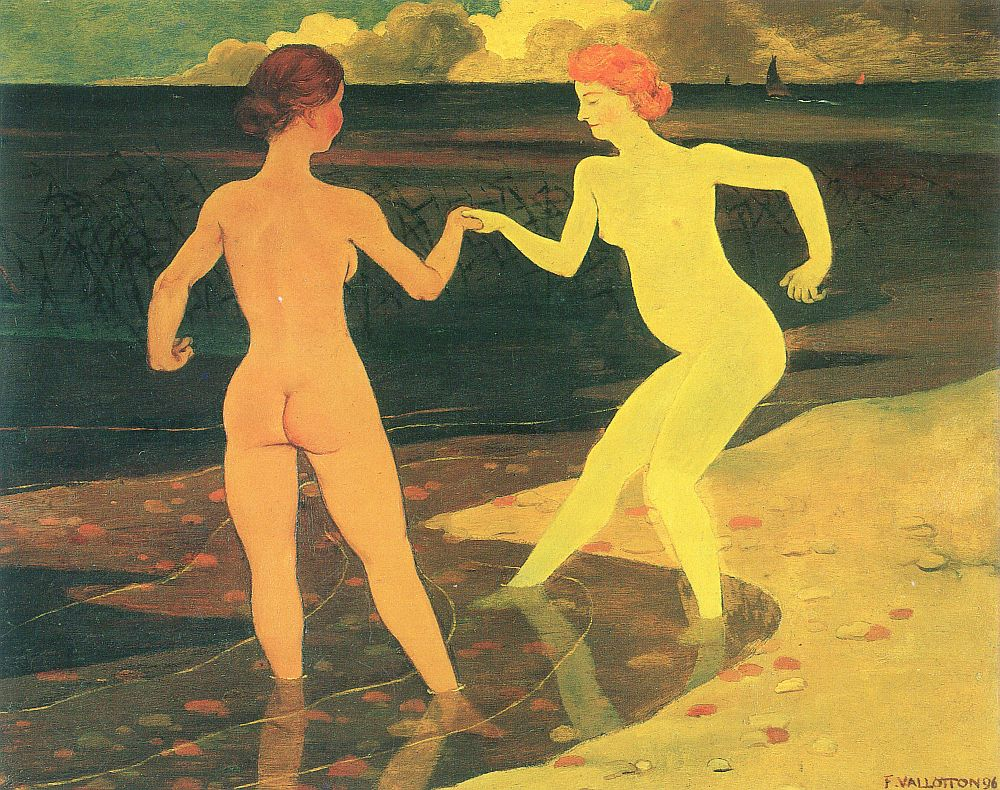
La senyora i la minyona (1896), Félix Vallotton

Es va produir dos corrents dintre del grup. El primer nucli tenia preocupacions espirituals, Sérusier amb la teosofia, Denis amb el catolicisme i Ranson amb l'esoterisme. Els temes són freqüentment espirituals i simbòlics, utilitzen colors purs donant importància a la figura humana, al dibuix i a la simplicitat. Un segon corrent, amb Bonnard i Vuillard, preferien l'observació d'escenes mundanes i domèstiques, especulant amb les sensacions i no amb l'abstracte. Els tons són més obscurs i utilitzen siluetes despreocupant-se del dibuix.
Van tenir el mèrit de reconèixer la transcendència de l'obra d'artistes com Cézanne, van Gogh, Gauguin i Redon, en un moment en què encara no eren reconeguts.

## Membres del grup
El grup inicial que va sorgir com a germandat estudiantil de l'Acadèmia Julien estava format per Paul Sérusier, que n'era l'impulsor; Maurice Denis, com a teòric; Pierre Bonnard, Paul-Elie Ranson, Henri-Gabriel Ibels i René Piot, que aviat va prendre un estil independent. El 1889, Édouard Vuillard i Ker-Xavier Roussel van ingressar a l'Acadèmia Julien i al grup dels nabís. El 1891 s'hi van afegir l'holandès Jan Verkade a través de Meyer de Haan, deixeble de Gauguin; i el danès Morgens Ballin que s'havia traslladat de Copenhaguen a París. El 1892, s'hi va unir Georges Lacombe a través de Sérusier. El 1894, s'hi van afegir l'hongarès Jozsef Rippl-Ronai i el seu amic escocès James Pitcairn-Knowles. El 1895 Ronai hi va portar Aristedes Maillol.

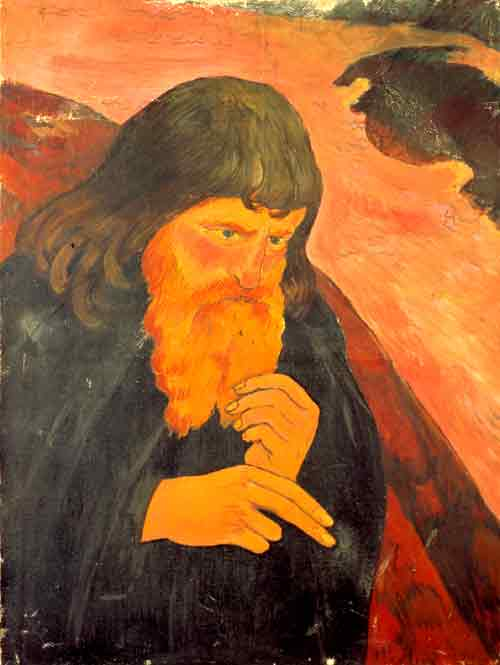
El nabí de la barba rutilant (1894), retrat de Paul Sérusier per Georges Lacombe

Cada membre del grup tenia un malnom nabí.
- Ballin (1872-1914): el nabí danès (le nabi danois).
- Bonnard (1867-1947): el nabí molt japonesat (le nabi très japonard).
- Denis (1870-1943): el nabí de les belles icones (le nabi aux belles icônes), per les seves representacions simbòliques.
- Ibels (1867-1936): el nabí periodista (le nabi journaliste).
- Lacombe (1868-1960): el nabí escultor (le nabi sculpteur).
- Maillol (1861-1944)
- Piot (1869-1934)
- Pitcairn-Knowles (1864-?)
- Ranson (1864-1909): el nabí més japonesat que el nabí japonesat (le nabi plus japonard que le nabi japonard)
- Rippl-Rónai (1961-1927): el nabí hongarès (le nabi hongrois).
- Roussel (1867-1944)
- Sérusier (1863-1927): el nabí de la barba rutilant (le nabi à la barbe rutilante), o el bon nabí (le bon nabi), o el nabí dels escops de fusta (le nabi boutou coat, expressió bretona).
- Vallotton (1865-1925): el nabí estranger (le nabi étranger), ja que era suís.
- Verkade (1868-1846): el nabí obelisc (le nabi obéliscal), per la seva estatura.
- Vuillard (1868-1940): el nabí zuau (le nabi zouave), per la seva barba retallada a l'estil militar.

A més, el poeta Henry Cazalis era el nabí de paraula titubejant (le nabi ben kalyris), ja que era tartamut; Meyer de Haan era el nabí holandès, encara que no formava part del grup; i Gauguin va ser nomenat com el nabí en missió a Tahití després de marxar a la Polinèsia.